# Euphoria Morning
Euphoria Morning är Chris Cornells första soloalbum, utgivet den 21 september 1999. Det var hans enda album mellan upplösandet av Soundgarden och bildandet av Audioslave.
Albumet nådde 18:e plats på Billboard 200.

## Låtlista
Samtliga låtar skrivna av Chris Cornell, om annat inte anges.
1. "Can't Change Me" - 3:23
2. "Flutter Girl" (Chris Cornell/Alain Johannes/Natasha Shneider) - 4:25
3. "Preaching the End of the World" - 4:41
4. "Follow My Way" (Chris Cornell/Alain Johannes/Natasha Shneider) - 5:10
5. "When I'm Down" - 4:20
6. "Mission" (Chris Cornell/Alain Johannes/Natasha Shneider) - 4:05
7. "Wave Goodbye" - 3:43
8. "Moonchild" - 4:02
9. "Sweet Euphoria" - 3:08
10. "Disappearing One" (Chris Cornell/Alain Johannes/Natasha Shneider) - 3:48
11. "Pillow of Your Bones" (Chris Cornell/Alain Johannes/Natasha Shneider) - 4:29
12. "Steel Rain" (Chris Cornell/Natasha Shneider) - 5:41
Bonuslåtar på den japanska utgåvan
13. "Sunshower" - 5:52
14. "Can't Change Me" (French version) - 3:47